# Cal Galtanegra (Solsona)
Cal Galtanegra és una casa de Solsona protegida com a Bé Cultural d'Interès Local.

## Descripció

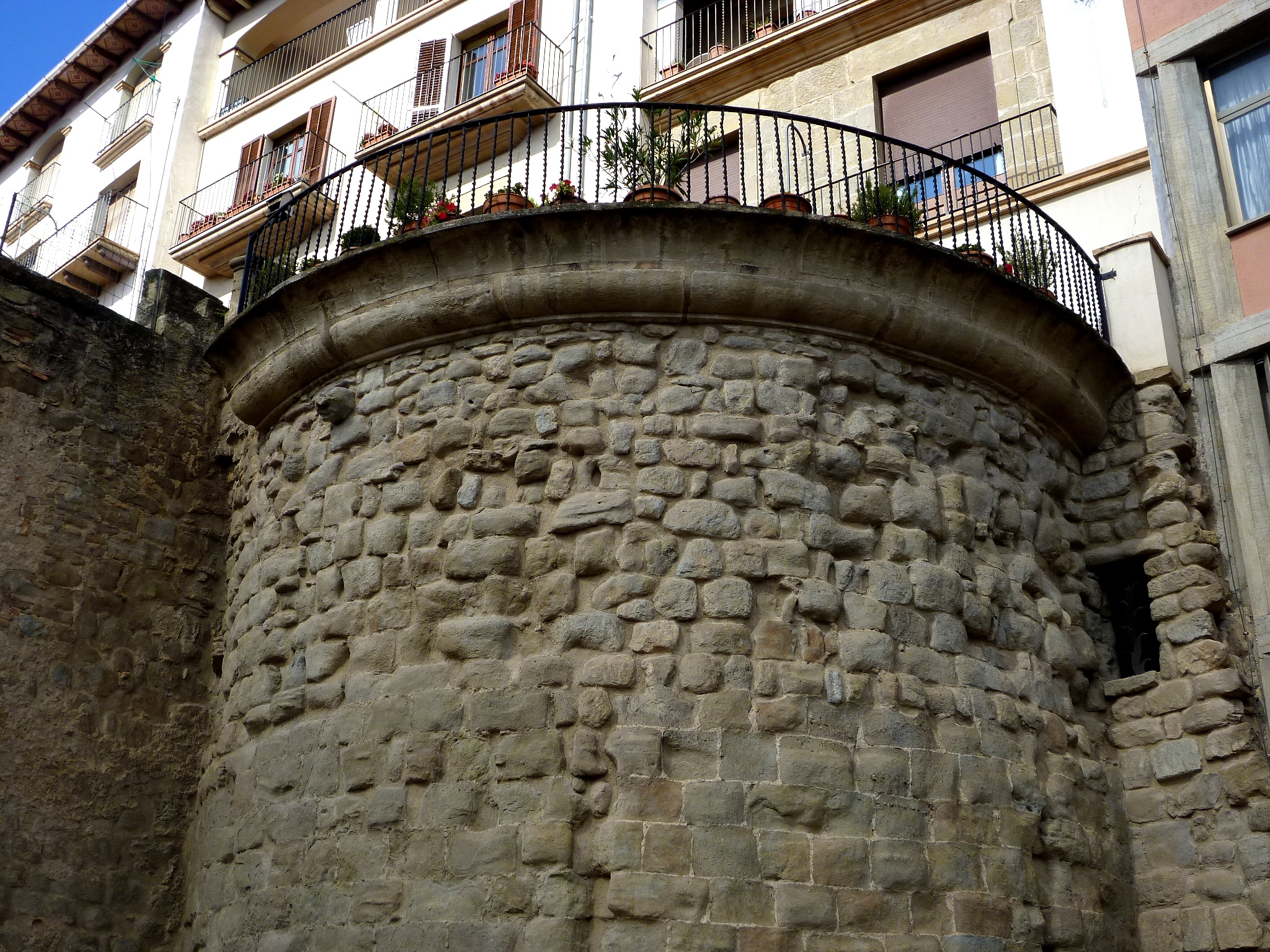
Part posterior de la casa al Vall Calent

Casa entre mitgeres de dues façanes que consta de planta baixa i dues plantes. La façana de Vallcalent té una planta més a l'altura del pati. La façana principal és de pedra tallada mentre que la de Vallcalent és arrebossada i pintada. La planta baixa té una portalada d'arc de mig punt i un gran finestral en forma d'arc. Al primer i al segon pis hi ha balcons. La finca de cal Galtanegra, a la façana de Vallcalent allotja una de les antigues torres de la muralla.